# 桂三馬枝
桂 三馬枝（かつら さんばし、1958年1月15日 - ）は、上方落語協会に所属する落語家（上方噺家）。本名∶大森 成二。出囃子は『必殺』。

## 来歴・人物
奈良県宇陀郡出身。奈良県立大宇陀高等学校卒業。1978年4月に6代桂文枝に弟子入り。